# اژدهاکشی
اژدهاکُشی: وجوهی از سخن‌شناسیِ هندواروپایی (به انگلیسی: How to Kill a Dragon: Aspects of Indo-European Poetics) کتابی است از کالورت واتکینز که سال ۱۹۹۵ در انگلیس به طبع رسید.